# Liste der Fernstraßen in Saudi-Arabien

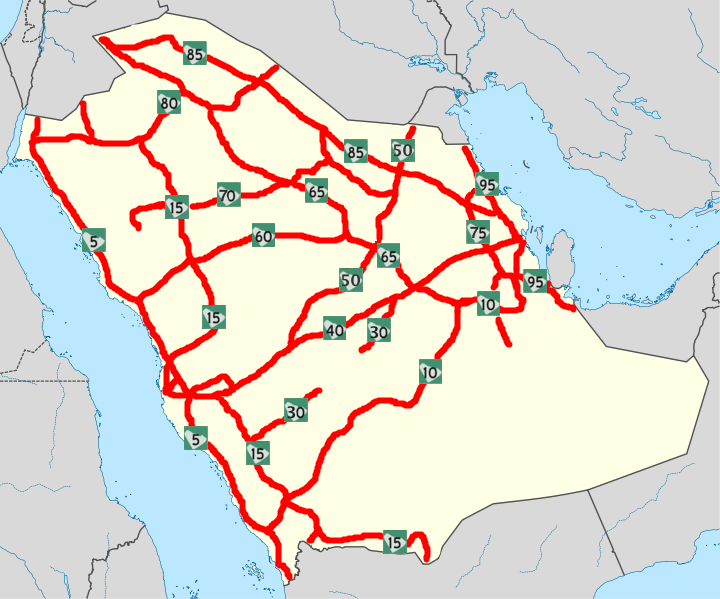
Fernstraßennetz in Saudi-Arabien

Diese Liste zeigt die Fernstraßen in Saudi-Arabien auf. Sie haben keine Bezeichnungen, sondern tragen Nummern.

## Fernstraßen
| Name     | Verlauf | Länge   |
| -------- | --- | ------- |
| Route 5  | Grenze nach Jemen – At-Tuwal – Dschāzān – Dschidda – Route 60 – Yanbu – al-Wadschh – Duba – Neom – Haql – Grenze nach Jordanien (R15)                                                 | 1870 km |
| Route 10 | Abha – Chamis Muschait – Wadi ad-Dawasir – as-Saih – Grenze nach Vereinigte Arabische Emirate (E11)                                                                                   | 1475 km |
| Route 15 | Scharura – Nadschran – Chamis Muschait – Ta'if – Mekka – Medina – Tabuk – Halat 'Ammar – Grenze nach Jordanien                                                                        | 2500 km |
| Route 30 | Route 15 – Sabt al-ʿAlāya – Bischa – Route 40 | 0750 km |
| Route 40 | Route 5 – Dschidda – Mekka – Route 50 – Zalim – al-Quwayʿiyya – Route 30 – al-Muzahimiyya – Riad – Route 75 – Dammam                                                                  | 1380 km |
| Route 50 | Route 40 – Zalim – ʿAfif – ad-Dawadimi – Schaqrāʾ – Route 65 – al-Madschmaʿa – Route 60 – al-Artawiya – Route 85 – Hafar al-Batin/Route 85 – Ar-Raqʿī – Grenze nach Kuwait (Route 70) | 0930 km |
| Route 60 | Route 5 – Badr Hunain – Medina – auf der Route 65 – az-Zulfi – al-Artawiya – Route 50                                                                                                 | 0830 km |
| Route 65 | as-Saih – Riad – Buraida – Unaiza – Ha'il – Route 70 – al-Qurayyat – Al-Haditha – Grenze nach Jordanien (R30)                                                                         | 1390 km |
| Route 70 | al-ʿUla – Route 15 – Ha'il – Route 65 – Lina – Route 6262 | 0748 km |
| Route 75 | Rub al-Chali – Hofuf – Route 40 – an-Naʿiriya/Route 85 – Route 95 | 0610 km |
| Route 80 | Route 5 – Duba – Tabuk – auf der Route 15 – auf der Route 65 – Dūmat al-Dschandal – Sakaka – Route 85 – ʿArʿar – Grenze zum Irak (Fernstraße 22)                                      | 0895 km |
| Route 85 | Route 95 – an-Naʿiriya/Route 75 – Hafar al-Batin/Route 50 – Rafha – Route 80 – ʿArʿar – Turaif – al-Qurayyat                                                                          | 1270 km |
| Route 95 | Grenze zu den Vereinigten Arabischen Emiraten – Dammam – al-Dschubail – al-Chafdschi – Grenze nach Kuwait                                                                             | 0700 km |